# Kriminálka Las Vegas
Kriminálka Las Vegas (v anglickém originále CSI: Crime Scene Investigation) je americký kriminální televizní seriál, jehož autorem je Anthony E. Zuiker. Premiérově byl vysílán na stanici CBS v letech 2000–2015, celkem vzniklo 337 dílů v šestnácti řadách. Seriál sleduje práci elitních forenzních kriminalistů z policejního oddělení v Las Vegas. Jejich úkolem je odhalit okolnosti kolem mysteriózních, tajemných a neobvyklých trestných činů či úmrtí.
Kriminálka Las Vegas, která získala několik cen Emmy, je prvním seriálem z televizní franšízy CSI. Navázaly na ni spin-offy Kriminálka Miami, Kriminálka New York a Kriminálka: Oddělení kybernetiky, a také sequel Kriminálka Vegas.

## Příběh
Seriál sleduje případy divize vyšetřovatelů místa činu (v originále Crime Scene Investigators) policejního sboru v Las Vegas, většinou důstojníků Lasvegaské kriminalistické laboratoře. Divize řeší zločiny na základě výsledků forenzní analýzy, které mohou, ale také nemusí, vést k uzavření vraždy nebo náhodné smrti.
Členové CSI za pomoci nejmodernějších vědeckých metod řeší případy, které jsou na první pohled neřešitelné. Jsou to ty nejsložitější a často nejbrutálnější kriminální případy, mezi které patří v prvé řadě vraždy, loupeže, ale i „prosté“ krádeže. Je vcelku jedno, jaké vztahy mezi sebou jednotliví členové týmu mají. Vždy se snaží co nejrychleji vyřešit každý případ, ke kterému jsou povoláni. I přes moderní vědecké metody nezapomínají ale ani na osvědčenou kriminalistickou rutinu. Celý tým pod vedením ostříleného kriminalisty a vědce Grissoma razí heslo „Nikdo nesmí říci, že jsme se alespoň nepokusili.“

## Obsazení
- William Petersen (český dabing: Vladislav Beneš) jako Gil Grissom (1.–9. řada, jako host v 11., 13. a 16. řadě)
- Marg Helgenberger (český dabing: Zlata Adamovská) jako Catherine Willowsová (1.–12. řada, jako host ve 14. a 16. řadě)
- Gary Dourdan (český dabing: Jan Šťastný) jako Warrick Brown (1.–9. řada)
- George Eads (český dabing: Jiří Dvořák [1.–12. řada], Martin Zahálka [13. řada], Ivan Jiřík [14.–15. řada]) jako Nick Stokes (1.–15. řada)
- Paul Guilfoyle (český dabing: Ladislav Županič) jako kapitán Jim Brass (1.–14. řada, jako host v 16. řadě)
- Jorja Fox (český dabing: Tereza Bebarová [1.–13. řada], Klára Sochorová [14.–16. řada]) jako Sara Sidleová (1.–8. a 11.–16. řada, jako host v 9. a 10. řadě)
- Eric Szmanda (český dabing: Michal Jagelka [1.–13. řada], Libor Bouček [14.–16. řada]) jako Greg Sanders (3.–16. řada, jako host v 1. a 2. řadě)
- Robert David Hall (český dabing: Karel Richter [1.–10. a 12.–16. řada], Dalimil Klapka [11. řada]) jako doktor Albert „Al“ Robbins (3.–16. řada, jako host v 1. a 2. řadě)
- Louise Lombard (český dabing: Simona Postlerová) jako Sofia Curtisová (7. řada, jako host v 5., 6. a 8. řadě)
- Wallace Langham (český dabing: Petr Meissel) jako David Hodges (8.–16. řada, jako host ve 3.–7. řadě)
- Lauren Lee Smith (český dabing: Anna Remková) jako Riley Adamsová (9. řada)
- Laurence Fishburne (český dabing: Petr Oliva) jako doktor Raymond „Ray“ Langston (9.–11. řada)
- Liz Vassey (český dabing: Jolana Smyčková) jako Wendy Simmsová (10. řada, jako host v 6.–9. a 11. řadě)
- David Berman (český dabing: Antonín Navrátil [1. řada], Svatopluk Schuller [1. řada], Petr Meissel [2.–11. řada], Pavel Tesař [12.–13. řada], Ivo Novák [14.–16. řada]) jako David Phillips (10.–16. řada, jako host v 1.–9. řadě)
- Ted Danson (český dabing: Pavel Rímský) jako D. B. Russell (12.–16. řada)
- Elisabeth Harnois (český dabing: René Slováčková [11. řada], Jitka Ježková [12.–13. řada], Hana Ševčíková [14.–16. řada]) jako Morgan Brodyová (12.–16. řada, jako host 11. řadě)
- Elisabeth Shue (český dabing: Dagmar Čárová [12.–13. řada], Monika Žáková [14.–15. řada]) jako Julie Finlayová (12.–15. řada)
- Jon Wellner (český dabing: Radek Hoppe [6. řada], Jan Maxián [6.–7. řada], Petr Gelnar [9.–16. řada]) jako Henry Andrews (13.–16. řada, jako host v 5.–12. řadě)

## Produkce

### Koncepce a příprava
V 90. letech 20. století zaujal producenta Jerryho Bruckheimera se svým prvním filmovým scénářem Anthony E. Zuiker. Zjišťoval od něj nápad pro televizní seriál, Zuiker ale žádný neměl. Jeho manželka mu však řekla o dokumentu stanice Discovery Channel o forenzních detektivech, kteří využívali analýzy DNA a jiných důkazů k řešení odložených případů. Zuiker začal následně trávit čas se skutečnými vyšetřovateli policejního sboru v Las Vegas a zpracoval koncept seriálu, který Bruckheimer schválil. Zuiker si pro seriál vybral Las Vegas, protože, jak je zmíněno v pilotním díle, kriminalistická laboratoř v tomto městě je druhou nejaktivnější ve Spojených státech, hned po laboratoři FBI v Quanticu ve Virginii.
Zuicker s Bruckheimerem si sjednali schůzku s ředitelem společnosti Touchstone Pictures. Tomu se scénář líbil a předložil ho manažerům televizí ABC, NBC a Fox, kteří jej však odmítli. Ředitel odboru dramat televize CBS ale viděl ve scénáři potenciál. Stanice zároveň měla smlouvu s hercem Williamem Petersenem, který chtěl hrát v pilotním díle seriálu, který byl natočen. Vedení televize se tato epizoda líbila, proto se rozhodli zařadit seriál do vysílání.

### Natáčení
Seriál se původně natáčel v Rye Canyon, firemním kampusu společnosti Lockheed Martin v Santa Claritě v Kalifornii. Po jedenáctém díle se natáčení přesunulo do Santa Clarita Studios. V Las Vegas filmoval pouze druhý štáb, který snímal ulice a jiné exteriéry ve městě a okolí. Příležitostně v Las Vegas natáčeli i herci, častěji však byly exteriérové scény s herci natáčeny v Kalifornii. Santa Claritu si filmaři vybrali díky její podobnosti s okrajovými částmi Las Vegas.
V roce 2005 se celý štáb přesunul do studií Universal Studios v Universal City v Kalifornii. Santa Clarita však byla nadále využívána pro exteriérové scény.

### Hudba
Pro úvodní znělku byla využita píseň „Who Are You“ od skupiny The Who, kterou napsal kytarista Pete Townshend a nazpíval Roger Daltrey. Vydána byla na albu Who Are You v roce 1978. I ostatní seriály franšízy CSI využívají písně od The Who.

## Vysílání
| Řada | Díly | Premiéra v USA | Premiéra v USA  | Premiéra v ČR      | Premiéra v ČR     |
| Řada | Díly | První díl      | Poslední díl    | První díl          | Poslední díl      |
| ---- | ---- | -------------- | --------------- | ------------------ | ----------------- |
| 1    | 23   | 6. října 2000  | 17. května 2001 | 7. července 2005   | 6. listopadu 2005 |
| 2    | 23   | 27. září 2001  | 16. května 2002 | 13. listopadu 2005 | 1. března 2006    |
| 3    | 23   | 26. září 2002  | 15. května 2003 | 2. března 2006     | 18. května 2006   |
| 4    | 23   | 25. září 2003  | 20. května 2004 | 7. září 2006       | 22. února 2007    |
| 5    | 25   | 23. září 2004  | 19. května 2005 | 1. března 2007     | 16. srpna 2007    |
| 6    | 24   | 22. září 2005  | 18. května 2006 | 23. srpna 2007     | 7. února 2008     |
| 7    | 24   | 21. září 2006  | 17. května 2007 | 28. srpna 2008     | 19. února 2009    |
| 8    | 17   | 27. září 2007  | 15. května 2008 | 27. srpna 2009     | 17. prosince 2009 |
| 9    | 24   | 9. října 2008  | 14. května 2009 | 7. ledna 2010      | 17. června 2010   |
| 10   | 23   | 24. září 2009  | 20. května 2010 | 18. listopadu 2010 | 16. června 2011   |
| 11   | 22   | 23. září 2010  | 12. května 2011 | 31. ledna 2012     | 28. srpna 2012    |
| 12   | 22   | 21. září 2011  | 9. května 2012  | 7. února 2013      | 4. července 2013  |
| 13   | 22   | 26. září 2012  | 15. května 2013 | 28. listopadu 2013 | 21. dubna 2014    |
| 14   | 22   | 25. září 2013  | 7. května 2014  | 29. září 2014      | 9. března 2015    |
| 15   | 18   | 28. září 2014  | 15. února 2015  | 26. srpna 2015     | 6. dubna 2016     |
| 16   | 2    | 27. září 2015  | 27. září 2015   | 13. dubna 2016     | 20. dubna 2016    |

Seriál Kriminálka Las Vegas byl do vysílání původně nasazen o pátečních večerech po seriálu Uprchlík v říjnu 2000. Televize chtěla dosáhnout, aby seriál těžil ze sledovanosti Uprchlíka, protože očekávala, že bude hitem. Ke konci roku však měla Kriminálka mnohem větší počet diváků a byla přesunuta na čtvrteční večery, kde zůstala až do roku 2011.
Od druhé do sedmé řady patřila Kriminálka Las Vegas mezi pět nejsledovanějších primetimeových seriálů v USA, každý díl sledovalo až 30 milionů diváků.
Standardní vysílání Kriminálky Las Vegas bylo ukončeno po 15 řadách na jaře 2015. O několik měsíců později byl odvysílán ještě speciální závěrečný televizní film Immortality, který tvoří šestnáctou řadu seriálu a který je při reprízách a vysílání v zahraničí rozdělen do dvou standardních dílů.

## Související seriály
Díky diváckému úspěchu Kriminálky Las Vegas z ní byly odvozeny další seriály, spin-offy, které vytvořily celou franšízu CSI. V letech 2002–2012 byla vysílána Kriminálka Miami, v letech 2004–2013 Kriminálka New York a v letech 2015–2016 Kriminálka: Oddělení kybernetiky. V roce 2021 byl na obrazovky uveden sequel s názvem Kriminálka Vegas.